# Agneaux
Agneaux este o comună în departamentul Manche, Franța. În 2009 avea o populație de 4.087 de locuitori. 